# Ministerio de Educación Nacional (Francia)
El Ministerio de Educación Nacional, Enseñanza Superior e Investigación es la institución del gabinete francés encargado de controlar el sistema de educación público de Francia y la supervisión de las organizaciones de enseñanza privadas.
La oficina central del Ministerio está localizada sobre en la calle de Grenelle en París.
Considerando que la Educación Nacional es el empleador más grande de Francia y que emplea a más de mitad de los funcionarios estatales franceses, el cargo de ministro de Educación es tradicionalmente uno de los más delicados.

## Historia
La posición gubernamental que supervisa la educación pública fue creada en Francia en 1802. Después de varios cambios de régimen en las primeras décadas del siglo XIX, el cargo de estado y de nombre en numerosas ocasiones antes de que el cardo de Ministro de Instrucción Pública fuese creado en 1828. Durante la mayor parte de su historia, El ministerio estuvo combinado con el ministerio de Culto, que trató con las cuestiones relacionadas con la Iglesia católica, excepto en los casos en donde el ministro de Instrucción Pública era Protestante. El cargo fue también combinado de vez en cuando con el Ministerio del Deporte y el Ministerio de Asuntos Juveniles. En 1932, el título del ministerio se fijó en Ministerio de Educación Nacional, aunque con ligeros cambios de título a lo largo de su historia.

## Ministros de Educación Nacional: 1932-presente
| Ministro                                            | Inicio                   | Término                  |
| Anatole de Monzie                                   | 3 de junio de 1932       | 30 de enero de 1934      |
| Aimé Berthod                                        | 30 de enero de 1934      | 8 de noviembre de 1934   |
| André Mallarmé                                      | 8 de noviembre de 1934   | 1 de junio de 1935       |
| Mario Roustan                                       | 1 de junio de 1935       | 7 de junio de 1935       |
| Philippe Marcombes                                  | 7 de junio de 1935       | 13 de junio de 1935      |
| Mario Roustan                                       | 17 de junio de 1935      | 24 de enero de 1936      |
| Henri Guernut                                       | 24 de enero de 1936      | 4 de junio de 1936       |
| Jean Zay                                            | 4 de junio de 1936       | 10 de septiembre de 1939 |
| Yvon Delbos                                         | 13 de septiembre de 1939 | 21 de marzo de 1940      |
| Albert Sarraut                                      | 21 de marzo de 1940      | 5 de junio de 1940       |
| Yvon Delbos                                         | 5 de junio de 1940       | 16 de junio de 1940      |
| Albert Rivaud                                       | 16 de junio de 1940      | 12 de julio de 1940      |
| Émile Miraud (Ministro de Instrucción Pública)      | 12 de julio de 1940      | 6 de septiembre de 1940  |
| Georges Ripert (Ministro de Instrucción Pública)    | 6 de septiembre de 1940  | 13 de diciembre de 1940  |
| Jacques Chevalier (Ministro de Instrucción Pública) | 13 de diciembre de 1940  | 23 de febrero de 1941    |
| Jérôme Carcopino                                    | 25 de febrero de 1941    | 18 de abril de 1942      |
| Abel Bonnard                                        | 18 de abril de 1942      | 20 de agosto de 1944     |
| René Capitant                                       | 20 de agosto de 1944     | 21 de noviembre de 1945  |
| Paul Giacobbi                                       | 21 de noviembre de 1945  | 26 de enero de 1946      |
| Marcel Edmond Naegelen                              | 26 de enero de 1946      | 12 de febrero de 1948    |
| Édouard Depreux                                     | 12 de febrero de 1948    | 26 de julio de 1948      |
| Yvon Delbos                                         | 26 de julio de 1948      | 5 de septiembre de 1948  |
| Tony Revillon                                       | 5 de septiembre de 1948  | 11 de septiembre de 1948 |
| Yvon Delbos                                         | 11 de septiembre de 1948 | 2 de julio de 1950       |
| André Morice                                        | 2 de julio de 1950       | 12 de julio de 1950      |
| Pierre-Olivier Lapie                                | 12 de julio de 1950      | 11 de agosto de 1952     |
| André Marie                                         | 11 de agosto de 1952     | 19 de junio de 1954      |
| Jean Berthoin                                       | 19 de junio de 1954      | 1 de febrero de 1956     |
| René Billères                                       | 1 de febrero de 1956     | 14 de mayo de 1958       |
| Jacques Bordeneuve                                  | 14 de mayo de 1958       | 1 de junio de 1958       |
| Jean Berthoin                                       | 1 de junio de 1958       | 8 de enero de 1959       |
| André Boulloche                                     | 8 de enero de 1959       | 23 de diciembre de 1959  |
| Michel Debré                                        | 23 de diciembre de 1959  | 15 de enero de 1960      |
| Louis Joxe                                          | 15 de enero de 1960      | 23 de noviembre de 1960  |
| Pierre Guillaumat                                   | 23 de noviembre de 1960  | 20 de febrero de 1961    |
| Lucien Paye                                         | 20 de febrero de 1961    | 15 de abril de 1962      |
| Pierre Sudreau                                      | 15 de abril de 1962      | 15 de octubre de 1962    |
| Louis Joxe                                          | 15 de octubre de 1962    | 28 de noviembre de 1962  |
| Christian Fouchet                                   | 28 de noviembre de 1962  | 6 de abril de 1967       |
| Alain Peyrefitte                                    | 6 de abril de 1967       | 30 de mayo de 1968       |
| François-Xavier Ortoli                              | 30 de mayo de 1968       | 10 de julio de 1968      |
| Edgar Faure                                         | 10 de julio de 1968      | 23 de junio de 1969      |
| Olivier Guichard                                    | 23 de junio de 1969      | 7 de julio de 1972       |
| Joseph Fontanet                                     | 7 de julio de 1972       | 28 de mayo de 1974       |
| René Haby (Ministro de Educación)                   | 28 de mayo de 1974       | 5 de abril de 1978       |
| Christian Beullac (Ministro de Educación)           | 5 de abril de 1978       | 22 de mayo de 1981       |
| Alain Savary                                        | 22 de mayo de 1981       | 19 de julio de 1984      |
| Jean-Pierre Chevènement                             | 19 de julio de 1984      | 20 de marzo de 1986      |
| René Monory                                         | 20 de marzo de 1986      | 12 de mayo de 1988       |
| Lionel Jospin                                       | 12 de mayo de 1988       | 2 de abril de 1992       |
| Jack Lang                                           | 2 de abril de 1992       | 29 de marzo de 1993      |
| François Bayrou                                     | 29 de marzo de 1993      | 4 de junio de 1997       |
| Claude Allègre                                      | 4 de junio de 1997       | 28 de marzo de 2000      |
| Jack Lang                                           | 28 de marzo de 2000      | 7 de mayo de 2002        |
| Luc Ferry                                           | 7 de mayo de 2002        | 31 de marzo de 2004      |
| François Fillon                                     | 31 de marzo de 2004      | 2 de junio de 2005       |
| Gilles de Robien                                    | 2 de junio de 2005       | 18 de mayo de 2007       |
| Xavier Darcos                                       | 18 de mayo de 2007       | 23 de junio de 2009      |
| Luc Chatel                                          | 23 de junio de 2009      | 10 de mayo de 2012       |
| Vincent Peillon                                     | 16 de mayo de 2012       | 31 de marzo de 2014      |
| Benoît Hamon                                        | 2 de abril de 2014       | 25 de agosto de 2014     |
| Najat Vallaud-Belkacem                              | 26 de agosto de 2014     | 17 de mayo de 2017       |
| Jean-Michel Blanquer                                | 17 de mayo de 2017       | 20 de mayo de 2022       |
| Pap Ndiaye                                          | 20 de mayo de 2022       | 20 de julio de 2023      |
| Gabriel Attal                                       | 20 de julio de 2023      | 11 de enero de 2024      |
| Amélie Oudéa-Castéra                                | 11 de enero de 2024      | 8 de febrero de 2024     |
| Nicole Belloubet                                    | 8 de febrero de 2024     | 21 de setiembre de 2024  |
| Anne Genetet                                        | 21 de setiembre de 2024  | 23 de diciembre de 2024  |
| Élisabeth Borne                                     | 23 de diciembre de 2024  | en el cargo              |